# ماکسیمیلیان فرانتس
ماکسیمیلیان فرانتس  (انگلیسی: Archduke Maximilian Francis of Austria؛ ۸ دسامبر ۱۷۵۶
هافبرگ, وین, نیدراسترایش, امپراتوری مقدس روم – ۲۶ ژوئیهٔ ۱۸۰۱
hetzendorf palace, vienna, lower austria, holy roman empire) یک شاهزاده اهل اتریش بود.